# Pavla Beretová

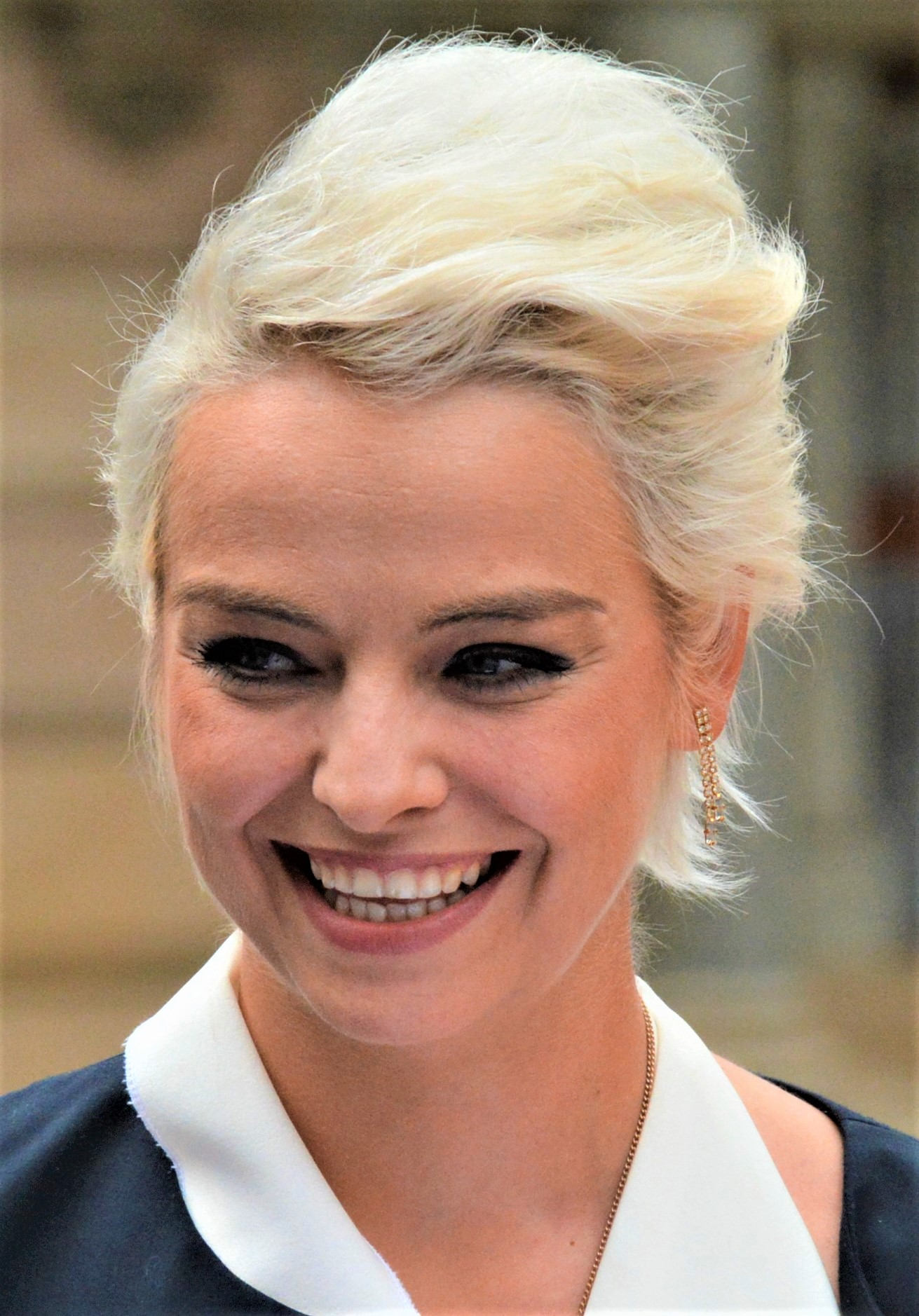
Pavla Beretová im Jahr 2018

Pavla Beretová (* 28. Oktober 1983 in Ostrava, Tschechoslowakei) ist eine tschechische Schauspielerin.

## Leben
Pavla Beretová wurde 1983 in Ostrava, einer Stadt an der polnischen Grenze, geboren und spielte bereits im Kindesalter in Märchenfilmen des tschechoslowakischen Fernsehens. Sie besuchte ein Gymnasium in Ostrava-Poruba und studierte danach von 2004 bis 2008 an der Theaterfakultät der Akademie der Musischen Künste in Prag (DAMU) Schauspiel. In dieser Zeit gastierte sie am Theater in Celetná und wurde im letzten Studienjahr 2007 mit dem Jiří-Adamíra-Preis der DAMU ausgezeichnet. 2008 wurde sie Mitglied im Ensemble des Nationaltheaters (Národní divadlo) und spielte unter anderem Hauptrollen in William Shakespeares Der Kaufmann von Venedig und Hans-Christian Andersens Die Schneekönigin. 2009 erhielt sie eine Nominierung für den Cena Alfréda Radoka („Alfréd-Radok-Preis“) als Talent des Jahres, sowie eine für den Cena Thálie („Thalia-Preis“).
Neben ihrer Theaterarbeit ist Pavla Beretová auch in Fernsehproduktionen und Kinofilmen als Schauspielerin tätig. Für ihre Rolle in dem Film Okresní prebor - Poslední zápas Pepika Hnátka wurde sie für den Český lev („Böhmischer Löwe“) als Beste Nebendarstellerin nominiert, 2025 erhielt sie die Auszeichnung Beste Hauptdarstellerin für ihre Rolle in dem Film Rok vdovy.

## Filmografie
- 2012: Okresní přebor – Poslední zápas Pepika Hnátka
- 2013: Jako nikdy
- 2017: Absence blízkosti
- 2018: Dabing Street
- 2019: Místo zločinu České Budějovice
- 2021: Atlas ptáků
- 2024: Rok vdovy

## Auszeichnungen
- 2025: Český lev – Beste Hauptdarstellerin (in dem Film Rok vdovy)[3]